# Dimitri Oberlin
Dimitri Joseph Oberlin Mfomo (* 27. September 1997 in Yaoundé, Kamerun) ist ein Schweizer Fussballspieler.

## Karriere

### Vereine
Seine Ausbildung erhielt Oberlin beim FC Étoile-Broye und beim FC Lausanne-Sport, von wo er in die Nachwuchsschule des FC Zürich wechselte. 2014 unterschrieb er seinen ersten Profivertrag und feierte sein Debüt am 18. Mai 2014 anlässlich des Heimspiels gegen den FC Aarau.
2015 wechselte er aus der Schweiz zum österreichischen Meister und Cupsieger FC Red Bull Salzburg, wo er einen Vertrag bis 2018 erhielt. Sein erstes Tor erzielte er am zweiten Spieltag der Bundesliga bei der 1:2-Niederlage gegen den SK Rapid Wien.
Im Juli 2016 wurde er an den Ligakonkurrenten SCR Altach ausgeliehen. Dort gelangen ihm in 20 Partien neun Tore. Im Januar 2017 wurde er nach Salzburg zurückbeordert.
Im Juli 2017 wurde er erneut ausgeliehen, diesmal zurück in die Schweiz an den FC Basel, der sich zugleich eine Kaufoption nach Ablauf der einjährigen Leihfrist sicherte. Diese zog der FC Basel am 15. Mai 2018 und stattete ihn mit einem Vierjahresvertrag bis Sommer 2022 aus.
Ende Januar 2021 wechselte Oberlin zur zweiten Mannschaft des FC Bayern München. Er unterschrieb einen Vertrag bis zum Ende der Saison 2020/21. Der Stürmer kam zu 12 Einsätzen (4-mal von Beginn) in der 3. Liga, in denen er ein Tor erzielte. Zudem sass Oberlin unter Hansi Flick bei einem Bundesligaspiel auf der Bank, ohne eingewechselt zu werden. Am Saisonende stieg er mit seiner Mannschaft in die Regionalliga Bayern ab, woraufhin er den Verein mit seinem Vertragsende verliess.
Ende Juli 2021 kehrte er in die Schweiz zurück und schloss sich dem Servette FC an. Er unterschrieb einen Dreijahresvertrag.
2022 folgte ein Leihgeschäft mit dem FC Thun. Nach der Leihe kehrte er zwar zum Servette FC zurück, wo er aber nach wie vor keine Rolle in der Kaderplanung spielte. Im Sommertransferfenster 2023 wechselte Oberlin dann zum türkischen Verein Adanaspor. Seit August 2024 ist er Vertragsspieler des rumänischen Erstligisten Sepsi OSK Sfântu Gheorghe.

### Nationalmannschaften
Nachdem Oberlin ab 2012 für die Nachwuchsnationalmannschaften der Altersklassen U15 bis U21 zum Einsatz gekommen war, spielte er am 23. März 2018 in Athen für die Schweizer Fussballnationalmannschaft, beim 1:0-Sieg über die Nationalmannschaft Griechenlands; dabei wurde er für Breel Embolo in der 73. Minute eingewechselt. Seitdem ist er nicht mehr zum Einsatz gekommen.

## Erfolge
- Österreichischer Meister: 2016, 2017
- Österreichischer Cupsieger: 2016, 2017